# Toshiyuki Honda
Toshiyuki Honda (jap. 本多 俊之, Honda Toshiyuki; * 9. April 1957 in der Präfektur Tokio) ist ein japanischer Jazz- und Fusionmusiker (Altsaxophon, Sopransaxophon, auch Flöte).
Toshiyuki Honda arbeitete in der japanischen Jazz- und Fusionszene ab den späten 1970er-Jahren u. a. mit Ryōjirō Furusawa, mit dem 1978 erste Aufnahmen entstanden (Spicy Island). Im selben Jahr legte er sein Debütalbum Burnin’ Waves (Electric Bird) vor, das er mit seiner gleichnamigen Band und Musikern wie Eiji Arai, Jerry Hey, Gary Herbig, Larry Williams, Ken Wild und Bob Wilson eingespielt hatte. In den folgenden Jahren spielte er außerdem mit Red Mitchell (Scairport Blues), Shingo Okudaira, Kazumi Watanabe, Masao Nakajima, Kyoko Shishido, Atsumasa Nakabayashi, Ryuichi Sakamoto, Isao Suzuki, George Kawagushi, Fumio Itabashi, Tatsuya Takahashi  und Maki Asakawa. Ab 1979 legte er zudem mehrere Alben mit der Fusionband Native Son, deren Mitglied er war, vor.
1983 nahm Honda in Tokio mit Chick Corea, Miroslav Vitouš und Roy Haynes das Album Dream auf. 1986 folgte sein Album Super Quartet mit Takehiro Honda, Mitsuaki Furuno und Motohiko Hino.  Außerdem leitete er die Band Toshiyuki Honda Radio Club, mit der er zwei Alben vorlegte. Ab den späten 1980er-Jahren wandte er sich vermehrt der Filmmusik zu; so produzierte er den Soundtrack zu Die Steuerfahnderin (1987, Regie Jūzō Itami), Robotic Angel (Metoroporisu, 2001, Regie Rintaro), Gunhed und der Fernsehserie Kaze no Haruka (2005–2007). Im Bereich des Jazz listet ihn Tom Lord zwischen 1978 und 2002 bei 79 Aufnahmesessions.

## Diskographische Hinweise
- Opa com deus (Electric Bird, 1979)
- Easy Breathing (Electric Bird, 1980), u. a. mit Jerry Hey, Bill Reichenbach junior
- Boomerang (King, 1981), mit Soichi Noriki, Takumi Yamamoto, Tetsuya Inove, Shigeo Hirayama, Tesuaki "Whacho" Hoashi
- Toshiyuki Honda Radio Club: Gads – Marusa No Onna 2 (Who Ring, 1987)
- Toshiyuki Honda Radio Club: Something Coming On (Who Ring, 1988)
- Maki Asakawa & Toshiyuki Honda: Duo (Ⅱ) – 幻の女たち (Eastworld, 1988)
- Gunhed – Original Soundtrack Recording (1989), mit Takayuki Hijikata, Kenji Shiraishi, Tatsuji Yokoyama, Keiji Toriyama, Hideo Iguchi, Kazuto Kitahara, Len’ichi Tsunoda, Futoshi Kobayashi, Kouichi Suzuki, Shuichiro Ise, Shuhei Kubo
- Metropolis (Original Soundtrack) (Milan, 2001)